# Francesco Sansovini
Francesco Sansovini (18 gennaio 2000) è un velocista sammarinese, detentore del record sammarinese dei 100 metri piani.

## Record nazionali
Seniores
- 100 metri piani: 10"41 ( Marsa, 30 maggio 2023)

## Progressione

### 100 metri piani
| Stagione | Tempo | Luogo      | Data      | Rank. Mond. |
| -------- | ----- | ---------- | --------- | ----------- |
| 2023     | 10"41 | Marsa      | 30-5-2023 |             |
| 2022     | 10"47 | Forlì      | 14-5-2022 |             |
| 2021     | 10"65 | Tallinn    | 8-7-2021  |             |
| 2020     | 10"84 | Rieti      | 11-7-2020 |             |
| 2019     | 10"84 | Serravalle | 2-5-2019  |             |
| 2018     | 11"01 | Schaan     | 9-6-2018  |             |
| 2017     | 11"32 | Modena     | 6-5-2017  |             |

### 200 metri piani
| Stagione | Tempo | Luogo      | Data     | Rank. Mond. |
| -------- | ----- | ---------- | -------- | ----------- |
| 2023     | 21"39 | Marsa      | 3-6-2023 |             |
| 2021     | 22"07 | Tallinn    | 9-7-2021 |             |
| 2020     | 22"30 | Rieti      | 4-7-2020 |             |
| 2018     | 22"79 | Modena     | 6-5-2018 |             |
| 2017     | 22"79 | Serravalle | 1-6-2017 |             |

### 60 metri piani indoor
| Stagione | Tempo | Luogo  | Data      | Rank. Mond. |
| -------- | ----- | ------ | --------- | ----------- |
| 2022/23  | 6"68  | Ancona | 21-1-2023 |             |
| 2021/22  | 6"70  | Ancona | 23-1-2022 |             |
| 2020/21  | 6"83  | Ancona | 17-1-2021 |             |
| 2019/20  | 6"88  | Ancona | 2-2-2020  |             |
| 2017/18  | 7"20  | Ancona | 27-1-2018 |             |
| 2016/17  | 7"36  | Ancona | 22-1-2017 |             |

## Palmarès
| Anno | Manifestazione                        | Sede             | Evento            | Risultato | Prestazione | Note                                     |
| ---- | ------------------------------------- | ---------------- | ----------------- | --------- | ----------- | ---------------------------------------- |
| 2017 | Giochi dei piccoli stati d'Europa     | Serravalle       | 200 m piani       | Batteria  | 23"12       | [ 1 ]                                    |
| 2017 | Mondiali U18                          | Nairobi          | 100 m piani       | Batteria  | 11"38       |                                          |
| 2018 | Campionati dei piccoli stati d'Europa | Schaan           | 100 m piani       | 9º        | 11"01       |                                          |
| 2019 | Giochi dei piccoli stati d'Europa     | Bar              | 100 m piani       | 7º        | 11"58       | [ 2 ]                                    |
| 2019 | Giochi dei piccoli stati d'Europa     | Bar              | 4x100 m           | Oro       | 42"24       | [ 3 ]                                    |
| 2019 | Europei U20                           | Borås            | 100 m piani       | Batteria  | 11"26       | [ 4 ]                                    |
| 2021 | Europei indoor                        | Toruń            | 60 m piani        | Batteria  | 6"92        | [ 5 ]                                    |
| 2021 | Campionati dei piccoli stati d'Europa | Serravalle       | 100 m piani       | Argento   | 10"72       |                                          |
| 2021 | Campionati dei piccoli stati d'Europa | Serravalle       | 200 m piani       | 7ª        | 22"29       |                                          |
| 2021 | Campionati dei piccoli stati d'Europa | Serravalle       | Staffetta svedese | 5ª        | 1'58"29     |                                          |
| 2021 | Europei U23                           | Tallinn          | 100 m piani       | Batteria  | 10"65       | Miglior prestazione personale            |
| 2021 | Europei U23                           | Tallinn          | 200 m piani       | Batteria  | 22"07       | Miglior prestazione nazionale under 23   |
| 2022 | Mondiali indoor                       | Belgrado         | 60 m piani        | Batteria  | dns         |                                          |
| 2022 | Giochi del Mediterraneo               | Orano            | 100 m piani       | 8º        | 10"48       | [ 6 ]                                    |
| 2022 | Mondiali                              | Eugene           | 100 m piani       | Batteria  | 10"71       | [ 7 ] [ 8 ]                              |
| 2022 | Europei                               | Monaco           | 100 m piani       | Batteria  | 10"82       |                                          |
| 2023 | Europei indoor                        | Istanbul         | 60 m piani        | Batteria  | 6"87        | [ 9 ]                                    |
| 2023 | Giochi dei piccoli stati d'Europa     | Marsa            | 100 m piani       | Oro       | 10"41       | Record nazionale                         |
| 2023 | Giochi dei piccoli stati d'Europa     | Marsa            | 200 m piani       | Bronzo    | 21"39       | Record nazionale                         |
| 2023 | Giochi dei piccoli stati d'Europa     | Marsa            | 4×100 m           | Argento   | 41"15       |                                          |
| 2024 | Europei                               | Roma             | 100 m piani       | Batteria  | 10"55       | Miglior prestazione personale stagionale |
| 2025 | Giochi dei piccoli stati d'Europa     | Andorra La Vella | 100 m piani       | Oro       | 10"56       |                                          |
| 2025 | Giochi dei piccoli stati d'Europa     | Andorra La Vella | 4x100 m           | Oro       | 40"99       |                                          |

## Altre competizioni internazionali
2019
- 5º ai Campionati europei a squadre, ( Skopje), 100 m piani - 10"90
- 10º ai Campionati europei a squadre, ( Skopje), staffetta 4x100 m - 47"87

2021
- 5º ai Campionati europei a squadre, ( Limassol), 100 m piani - 10"75
- 5º ai Campionati europei a squadre, ( Limassol), staffetta 4x100 m - 41"82

2022
- 6º ai campionati balcanici indoor ( Istanbul), 60 m piani - 6"80

2023
- Bronzo ai Campionati europei a squadre, ( Chorzów), 100 m piani - 10"52